# 杜绍三
杜绍三（1923年9月—2007年），男，江苏睢宁人，中华人民共和国军事人物，曾任兰州军区副司令员，第七、八届全国政协委员。